# Speicher A des Handelshafens

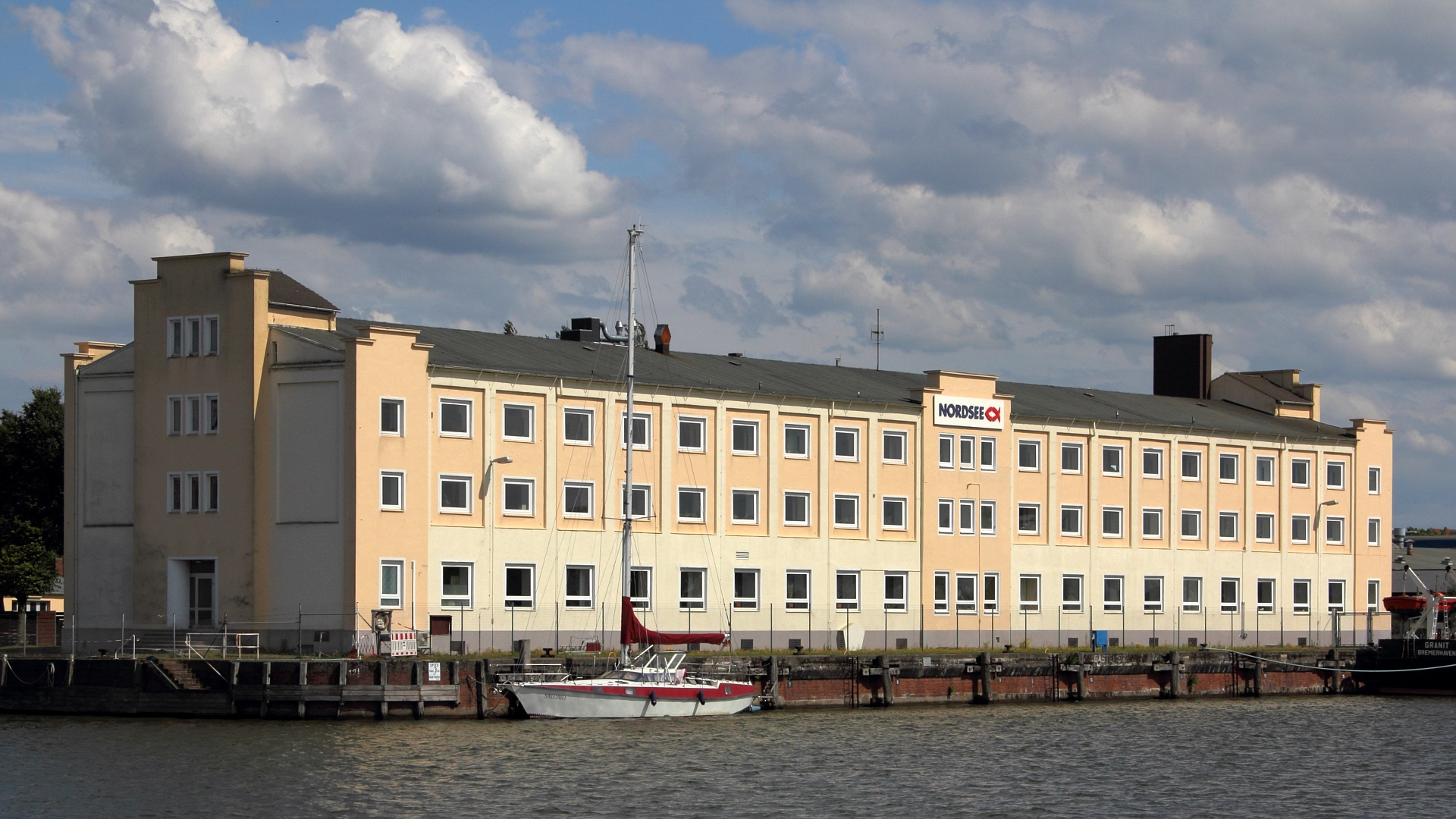
Speicher A als Nordsee-Hauptverwaltung (2012)

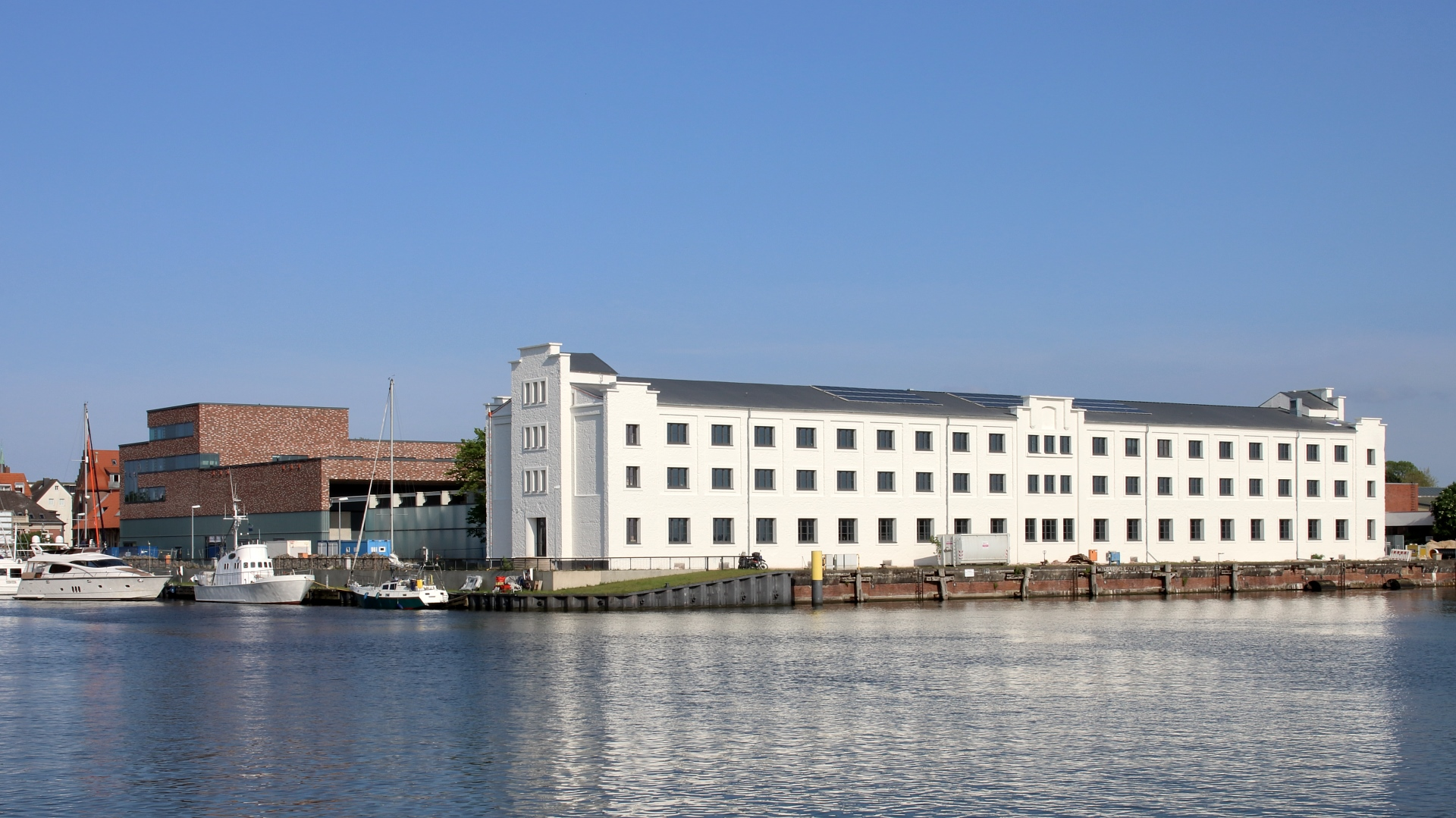
Speicher A als AWI-Gebäude mit Technikum (links)

Der Speicher A des Handelshafens in Bremerhaven-Geestemünde, Ortsteil Geestendorf, Klußmannstraße 3, stammt von 1862. Er war von 1934 bis 2016 Sitz der Nordsee-Hauptverwaltung. Nach einer Sanierung ist der Speicher A seit Herbst 2022 Teil des AWI-Campus Klußmannstraße des Alfred-Wegener-Instituts (AWI).
Das Gebäude steht seit 2020 unter bremischem Denkmalschutz.

## Geschichte
Der Handelshafen Geestemünde wurde von 1857 bis 1874 erbaut und mit ihm die drei Speicher A, B und C, von denen nach dem Zweiten Weltkrieg nur noch der Speicher A wieder hergerichtet werden konnte.
Der dreigeschossige verputzte, damals historisierende Speicher mit einem viergeschossigen Treppengiebel und dem gestuften Risalit als späteren Eingang der „Nordsee“ wurde von 1857 bis 1862 zwischen den Gleisen des Bahnhofs Geestemünde gebaut. Zwischen Kaje und Gebäude sind stellenweise noch immer die Gleise zu sehen.
Die 1896 gegründete Deutsche Dampffischerei-Gesellschaft „Nordsee“ mit Fangflotte und Absatzorganisation, hatte ihren Hauptsitz in Nordenham und eine große Zweigniederlassung am Geestemünder Fischereihafen. Die Firma wurde zum Konzern und übernahm 1928 die Cuxhavener Hochseefischerei AG mit 74 Schiffen sowie 1929 auch die Hansa Hochseefischerei AG, die Altonaer Hochseefischerei AG und die Wietling AG. Sie hatte 1932 über 171 Fischdampfer, das war die Hälfte der deutschen Fangflotte. So verlagerte sie ihren Hauptsitz nach Geestemünde und pachtete 1931 Flächen und Speicher im alten Handelshafen. Der Speicher wurde 1934 nach Plänen von Regierungsbaumeister Emil Vogel vom Baubüro der „Nordsee“ für die Verwaltung umgebaut.
1945 erfolgte der Wiederaufbau der Betriebsanlagen durch die Arbeitsgemeinschaft Rudolf Lodders und Bernhard Hermkes, Hamburg. 1948 wurden Entwürfe des Architekturbüros Schumacher (Düsseldorf) realisiert, das Bürogebäude und die Sozialräume zu sanieren und auszubauen. Danach erfolgten weitere Umbauten und Modernisierungen.
Im Jahr 2016 verlegte die „Nordsee“ Ihre Hauptverwaltung in einen Neubau am Fischereihafen I.
Das nunmehr landeseigene Gebäude bietet als Teil des AWI-Campus Klußmannstraße Büros für ca. 200 Forschende und Mitarbeitende des Instituts. Der bis 2022/23 erfolgte Umbau und die Sanierung erfolgte durch die Fischereihafen-Betriebsgesellschaft (FBG) des Landes Bremen und ist vom AWI angemietet.
Auf dem AWI-Campus Klußmannstraße ist in Nachbarschaft des Speichers A das AWI Technikum entstanden, in dem speziell entwickelte Geräte getestet und Expeditionen vorbereitet werden können.